# ピラール・ローレンガー
ピラール・ローレンガー（Pilar Lorenger、1928年1月16日 - 1996年6月2日）は、スペイン出身のソプラノ歌手。

## 来歴
14歳で音楽を正式に学び始め、その後バルセロナ音楽院へ進み、マドリッドでソプラノ歌手のアンヘレス・オティンに、西ベルリン（当時）でディートリヒ・フィッシャー＝ディースカウの師でもあったメゾソプラノ歌手のヘルタ・クルストに師事した。1949年頃にサルスエラの劇場で合唱団に加わり、1950年、アルジェリアのオランでアマデオ・ヴィヴェスのオペラ『マルクサ』で主役を演じた。1951年にはサルスエラ『いちごのバスケット（原題：El canastillo de fresas）』で主役を務め、翌1952年にはブラームスの『ドイツ・レクイエム』、ベートーヴェンの『交響曲第9番』でソリストデビューを果たす。1955年、エクサンプロヴァンスに於ける『フィガロの結婚』のケルビーノを、その後コヴェントガーデンで『椿姫』のヴィオレッタを演じ、ゴイェスカスの演奏会形式による上演でアメリカデビューした。1956年から1960年まではグラインドボーン音楽祭に連続して招聘、南米でも1958年にブエノスアイレスのコロン劇場でトーマス・ビーチャムの指揮する『魔笛』のパミーナを演じた。1958年、ローレンガーは西ベルリン市立歌劇場と契約、1961年に同劇場がベルリン・ドイツ・オペラとして再出発した際、杮落とし公演のフェレンツ・フリッチャイ指揮『ドン・ジョヴァンニ』でドンナ・エルヴィラを演じ、1963年には宮廷歌手の銘を拝受している。以降西ベルリンはローレンガーの活動の中心地となり、終の住処となった。1966年から1982年の間にメトロポリタン歌劇場には150回出演、他にもザルツブルク音楽祭への出演やウィーン・ミラノ・パリ・ロンドン等の歌劇場に出演し国際的にその名声を馳せた。
1966年と1970年にベルリン・ドイツ・オペラと共に来日、『魔笛』のパミーナ、『椿姫』のヴィオレッタ、『ファルスタッフ』のアリーチェ、『ローエングリン』でエルザを演じ日本でも広く知られるようになる。1987年のベルリン・ドイツ・オペラに於けるジョーン・デューの新演出マイヤベーアの歌劇『ユグノー教徒』への出演を機会にステージからは遠ざかり、1991年にスペインのアストゥリアス州オヴィエドにあるカンポ・アモール劇場でのコンサートを最後に引退した。
1996年に乳癌のためベルリン市内で逝去。

## 表彰
- ベルリン市功労賞　1994年
- アストゥリアス皇太子賞　1991年

## 主なレパートリー
取り分けモーツァルトの作品に注力し、様々な演出や独・伊・仏語でも歌唱していた。また、1960年代中半からはイタリアオペラのドラマティックヒロインにも取り組んだ。
- モーツァルト:『コシ・ファン・トゥッテ』フィオルディリージ/『フィガロの結婚 』伯爵夫人

『ドン・ジョバンニ』ドンナ・アンナ、ドンナ・エルヴィーラ/『魔笛』パミーナ
- ヴェルディ:『ドン・カルロ』エリザベッタ/『椿姫』ヴィオレッタ/『オテロ』デズデモーナ
- プッチーニ:『ラ・ボエーム』ミミ/『蝶々夫人』蝶々さん
- スメタナ:『売られた花嫁』マジェンカ
- ヤナーチェク:『イェヌーファ』イェヌーファ
- チャイコフスキー:『エフゲニー・オネーギン』タチアーナ
- ワーグナー:『ニュルンベルクのマイスタージンガー』エーファ　/『ローエングリン』エルザ

歌劇場での出演以外にも優れたコンサート歌手としても活躍したが、1985年にプラシド・ドミンゴと共にザルツブルク音楽祭でサルスエラ作品のデュエットコンサートを行ない、サルスエラというジャンルを世に再認識させた功績を挙げておく。